# Norwalk (Iowa)
Norwalk ist eine Stadt (mit dem Status „City“) im Warren County und zu einem kleinen Teil im Polk County im US-amerikanischen Bundesstaat Iowa. Das U.S. Census Bureau hat bei der Volkszählung 2020 eine Einwohnerzahl von 12.799 ermittelt.
Norwalk ist Bestandteil der Metropolregion um Iowas Hauptstadt Des Moines.

## Geografie
Norwalk liegt im südlichen Zentrum Iowas, im südlichen Vorortbereich von Des Moines. Im Norden des Stadtgebiets liegt der Lake Colechester, ein Stausee des Middle Creek, der über den North River und den Des Moines River zum Stromgebiet des Mississippi gehört.
Die geografischen Koordinaten von Norwalk sind 41°28′32″ nördlicher Breite und 93°40′44″ westlicher Länge. Die Stadt erstreckt sich über eine Fläche von 28,72 km² und verteilt sich über die Linn und die Greenfield Township des Warren County sowie die Bloomfield Township des Polk County.
Nachbarorte von Norwalk sind West Des Moines (an der nordwestlichen Stadtgrenze), Des Moines (an der nördlichen und nordöstlichen Stadtgrenze), Carlisle (23,1 km östlich), Indianola (22 km südöstlich), Spring Hill (10,1 km südsüdöstlich), Martensdale (14,1 km südwestlich), Bevington (18,7 km in der gleichen Richtung) und Cumming (7,6 km westlich).
Das Stadtzentrum von Des Moines liegt 22,9 km nordwestlich. Die nächstgelegenen weiteren größeren Städte sind die Twin Cities (Minneapolis und St. Paul) in Minnesota (414 km nördlich), Rochester in Minnesota (359 km nordnordöstlich), Waterloo (201 km nordöstlich), Cedar Rapids (219 km ostnordöstlich), Iowa City (207 km östlich), Kansas City in Missouri (289 km südsüdwestlich), Nebraskas größte Stadt Omaha (221 km westsüdwestlich), Sioux City (326 km nordwestlich) und South Dakotas größte Stadt Sioux Falls (462 km in der gleichen Richtung).

## Verkehr
Der zum Freeway ausgebaute Iowa State Highway 5, der die südliche Umgehungsstraße des Großraums Des Moines bildet, bildet die nördliche Stadtgrenze von Norwalk. Der Iowa State Highway 28 führt in Nord-Süd-Richtung durch Norwalk. Alle weiteren Straßen sind untergeordnete Landstraßen, teils unbefestigte Fahrwege sowie innerörtliche Verbindungsstraßen.
Der nächste Flughafen ist der Des Moines International Airport unmittelbar hinter der nördlichen Stadtgrenze von Norwalk.

## Geschichte
Im Jahr 1852 wurde das Gebiet der Stadt erstmals von Weißen besiedelt. Vier Jahre später existierte hier eine Siedlung mit dem Namen Pyra, die später in Norwalk umbenannt wurde. Im Jahr 1900 wurde die Siedlung als selbstständige Kommune inkorporiert.

## Bevölkerung
Nach der Volkszählung im Jahr 2010 lebten in Norwalk 8945 Menschen in 3261 Haushalten. Die Bevölkerungsdichte betrug 311,5 Einwohner pro Quadratkilometer. In den 3261 Haushalten lebten statistisch je 2,7 Personen.
Ethnisch betrachtet setzte sich die Bevölkerung zusammen aus 96,9 Prozent Weißen, 0,5 Prozent Afroamerikanern, 0,2 Prozent amerikanischen Ureinwohnern, 0,6 Prozent Asiaten sowie 0,4 Prozent aus anderen ethnischen Gruppen; 1,3 Prozent stammten von zwei oder mehr Ethnien ab. Unabhängig von der ethnischen Zugehörigkeit waren 2,5 Prozent der Bevölkerung spanischer oder lateinamerikanischer Abstammung.
30,2 Prozent der Bevölkerung waren unter 18 Jahre alt, 61,1 Prozent waren zwischen 18 und 64 und 8,7 Prozent waren 65 Jahre oder älter. 51,6 Prozent der Bevölkerung waren weiblich.
Das mittlere jährliche Einkommen eines Haushalts lag bei 76.429 USD. Das Pro-Kopf-Einkommen betrug 34.790 USD. 3,8 Prozent der Einwohner lebten unterhalb der Armutsgrenze.

## Bekannte Bewohner
- Jenista Clark (* 1988) – Fußballspielerin – geboren in Norwalk
- John Frederick (1916–2012) – Schauspieler – geboren und aufgewachsen in Norwalk
- Jason Momoa (* 1979) – Schauspieler – aufgewachsen in Norwalk
- Brandon Routh (* 1979) – Schauspieler – aufgewachsen in Norwalk